# Halimocnemis sclerosperma
Halimocnemis sclerosperma là loài thực vật có hoa thuộc họ Dền. Loài này được (Pall.) C.A.Mey. mô tả khoa học đầu tiên năm 1829.